# Sainte Madeleine pénitente
Pour les articles homonymes, voir Madeleine pénitente.
Sainte Madeleine pénitente est un tableau réalisé par la peintre italienne Elisabetta Sirani en 1663. De format vertical, cette huile sur toile est une peinture chrétienne qui représente Marie Madeleine faisant pénitence dans une grotte contre la paroi de laquelle elle est assise, la poitrine mise à nue par l'affaissement de la toile rouge qui la couvrait, face à un crucifix, un livre ouvert et une lampe à huile éclairant la scène. La main droite tenant un fouet et l'autre posée sur un crâne, la jeune femme y figure les yeux clos, comme abandonnée à une douce extase. 
Issue de la collection Campana, l'œuvre est acquise par la France en 1861 puis placée en dépôt au musée des Beaux-Arts et d'Archéologie de Besançon, à Besançon, dans le Doubs, en 1863-1864. Elle appartient à la commune, l'État lui ayant transféré sa propriété à titre gratuit en 2022.